# 1797 v loďstvech
Tento článek obsahuje významné události v oblasti loďstev v roce 1797.

## Události
14. února – byla svedena bitva u mysu svatého Vincenta. Anglické loďstvo čítající 15 řadových lodí porazilo španělskou flotilu o síle 26 řadových lodí.